# Мими Виткова
Мими Микова Виткова е български лекар и политик от Българската социалистическа партия (БСП), министър на здравеопазването през 1995 – 1997 година.

## Биография
Мими Виткова е родена в село Макреш, Видинско. В периода 1968 – 1974 г. учи медицина във Висшия медицински институт в София. Лекарската ѝ специалност е вътрешни болести – ревмокардиология, специализира допълнително ехокардиография в град Делфт, медицинска статистика в Москва и здравна икономика в Йорк.
От 1975 година е ординатор в Окръжната болница във Видин, където от 1982 до 1985 година завежда кардиологичното отделение. От 1990 до 1995 г. е народен представител, а през 1994 – 1997 година е член на Висшия партиен съвет на БСП. През 1995 – 1997 година е министър на здравеопазването в правителството на Жан Виденов.
През 2000 – 2002 година е експерт, а след това – изпълнителен директор на Обединения здравноосигурителен фонд „Доверие“.
Мими Виткова е омъжена и има едно дете.